# Steve Davis
Steve Davis (Londres; 22 de agosto de 1957) es un jugador profesional de snooker inglés retirado, ganador de veintiocho títulos de ranking —entre ellos seis campeonatos del mundo—, la cual es la cuarta mejor marca de la historia, solo superada por Ronnie O'Sullivan, Stephen Hendry y John Higgins. Fue el número uno del mundo durante siete años consecutivos (1983/84–1989/90).

## Biografía
Sus títulos más importantes son seis campeonatos del mundo, seis campeonatos del Reino Unido y tres Masters. En la temporada 1987/1988 se convirtió en el primer jugador en completar la Triple Corona en una misma temporada.
Fue nombrado MBE en 1998 y OBE en 2001. En 2011 fue incluido en el Salón de la Fama de la World Professional Billiards and Snooker Association.
En la actualidad, tras su retirada de la competición en 2016, compagina su carrera de jugador en partidos de exhibición con su papel de comentarista y analista para la cobertura de snooker de la BBC.

## Palmarés

### Torneos de ranking
| Campeonato del Mundo       | 1981, 1983, 1984, 1987, 1988, 1989 |
| Abierto Internacional      | 1983, 1984, 1987, 1988, 1989       |
| Classic                    | 1984, 1987, 1988, 1992             |
| Campeonato del Reino Unido | 1984, 1985, 1986, 1987             |
| Grand Prix                 | 1985, 1988, 1989                   |
| Abierto Británico          | 1986, 1993                         |
| Abierto asiático           | 1992                               |
| Abierto europeo            | 1993                               |
| Abierto de Gales           | 1994, 1995                         |

### Torneos fuera de ranking
| Campeonato del Reino Unido | 1980, 1981       |
| Masters                    | 1982, 1988, 1997 |